# Lijst van WWE Divas Champions
Het WWE Divas Championship was een kampioenschap professioneel worstelen voor vrouwen (diva's). Deze titel werd momenteel verdedigd in de World Wrestling Entertainment op de Raw en SmackDown show. Dit is een lijst met de vrouwen die WWE Divas Champion zijn geweest, genoemd bij hun ringnaam.
| Nr. | Worstelaars         | Nr. | Datum             | Stad         | Evenement               | Aantekeningen |
| --- | ------------------- | --- | ----------------- | ------------ | ----------------------- | --- |
| 1   | liv morgan          | 1   | 23 sep 2016       | toronto      | nxt                     | the best |
| 2   | Maryse              | 1   | 22 december 2008  | Toronto      | SmackDown!              | |
| 3   | Mickie James        | 1   | 26 juli 2009      | Philadelphia | Night of Champions 2009 | |
| 4   | Jillian Hall        | 1   | 12 oktober 2009   | Indianapolis | Raw                     | |
| 5   | Melina              | 1   | 12 oktober 2009   | Indianapolis | Raw                     | |
| -   | Beschikbaar gesteld | -   | 4 januari 2010    | /            | /                       | De titel werd beschikbaar gesteld nadat Melina een blessure aan haar ligament heeft opgelopen op 29 december 2009. |
| 6   | Maryse              | 2   | 22 februari 2010  | Indianapolis | Raw                     | Maryse won de wedstrijd van Gail Kim. |
| 7   | Eve                 | 1   | 12 april 2010     | Londen       | Raw                     | |
| 8   | Alicia Fox          | 1   | 20 juni 2010      | Uniondale    | Fatal 4-Way             | Alicia Fox won de Fatal Four-Way match van Eve, Maryse en Gail Kim. |
| 9   | Melina              | 2   | 15 augustus 2010  | Los Angeles  | SummerSlam 2010         | |
| 10  | Michelle McCool     | 2   | 19 september 2010 | Rosemont     | Night of Champions 2010 | Michelle McCool won de Divas en Women's Championship unificatie Lumberjill match. |
| 11  | Natalya             | 1   | 21 november 2010  | Miami        | Survivor Series 2010    | Natalya won de 2-tegen-1 Handicap match van Team LayCool. |
| 12  | Eve                 | 2   | 30 januari 2011   | Boston       | Royal Rumble 2011       | Eve won de Fatal Four-Way match van Natalya, Michelle McCool en Layla. |
| 13  | Brie Bella          | 1   | 11 april 2011     | Bridgeport   | Raw                     | |
| 14  | Kelly Kelly         | 1   | 20 juni 2011      | Baltimore    | Raw                     | |
| 15  | Beth Phoenix        | 1   | 2 oktober 2011    | New Orleans  | Hell in a Cell 2011     | |
| 16  | Nikki Bella         | 1   | 23 april 2012     | Detroit      | Raw                     | Dit was een Lumberjill match. |
| 17  | Layla               | 1   | 29 april 2012     | Rosemont     | Extreme Rules 2012      | |
| 18  | Eve                 | 3   | 16 september 2012 | Boston       | Night of Champions 2012 | |
| 19  | AJ Lee              | 1   | 1 november 2012   | Lyon         | House show              | AJ Lee won van Eve en Layla en won de WWE Divas Championship. Vickie Guerrero herstarte de wedstrijd. Eve won de titel terug. |
| 20  | Eve                 | 4   | 1 november 2012   | Lyon         | House show              | |
| 21  | Kaitlyn             | 1   | 14 januari 2013   | Houston      | Raw                     | |
| 22  | AJ Lee              | 2   | 16 juni 2013      | Rosemont     | Payback                 | |
| 23  | Paige               | 1   | 7 april 2014      | New Orleans  | Raw                     | |
| 24  | AJ Lee              | 3   | 30 juni 2014      | Hartford     | Raw                     | |
| 25  | Paige               | 2   | 17 augustus 2014  | Los Angeles  | SummerSlam              | |
| 26  | AJ Lee              | 3   | 21 september 2014 | Nashville    | Night of Champions 2014 | Dit was een triple threat match samen met Nikki Bella. |
| 27  | Nikki Bella         | 2   | 23 november 2014  | St. Louis    | Survivor Series 2014    | |
| 28  | Charlotte           | 1   | 20 september 2015 | Houston      | Night of Champions 2015 | |
| -   | Titel opgeborgen    | -   | 3 april 2016      | Arlington    | WrestleMania 32         | WWE Hall of Famer Lita maakte bekend dat de winnaar van de triple threat match tussen Charlotte, Becky Lynch en Sasha Banks gekroond zou worden tot de nieuwe WWE Women's Champion, waarmee de WWE Divas Championship kwam te vervallen. |

## Lijst
| Nr. | Worstelaarster  | Nr. | Aantal dagen kampioen |
| --- | --------------- | --- | --------------------- |
| 1   | AJ Lee          | 4   | 406                   |
| 2   | Nikki Bella     | 2   | 307                   |
| 3   | Maryse          | 2   | 265                   |
| 4   | Eve Torres      | 4   | 260                   |
| 5   | Michelle McCool | 2   | 218                   |
| 6   | Beth Phoenix    | 1   | 204                   |
| 7   | Charlotte       | 1   | 196                   |
| 8   | Kaitlyn         | 1   | 153                   |
| 9   | Layla           | 1   | 140                   |
| 10  | Melina          | 2   | 119                   |
| 10  | Paige           | 2   | 119                   |
| 12  | Kelly Kelly     | 1   | 104                   |
| 13  | Mickie James    | 1   | 78                    |
| 14  | Brie Bella      | 1   | 70                    |
| 14  | Natalya         | 1   | 70                    |
| 16  | Alicia Fox      | 1   | 56                    |
| 17  | Jillian         | 1   | <1                    |

Laatst bijgewerkt: 11 september 2016